# Vitfläckat hedfly
Vitfläckat hedfly (Anarta cordigera) är en fjärilsart som beskrevs av Carl Peter Thunberg 1788. I den svenska databasen Dyntaxa används istället namnet Coranarta cordigera. Enligt Catalogue of Life ingår vitfläckat hedfly i släktet Anarta och familjen nattflyn, men enligt Dyntaxa är tillhörigheten istället släktet Coranarta och familjen nattflyn. Arten är reproducerande i Sverige. Inga underarter finns listade i Catalogue of Life.

## Bildgalleri

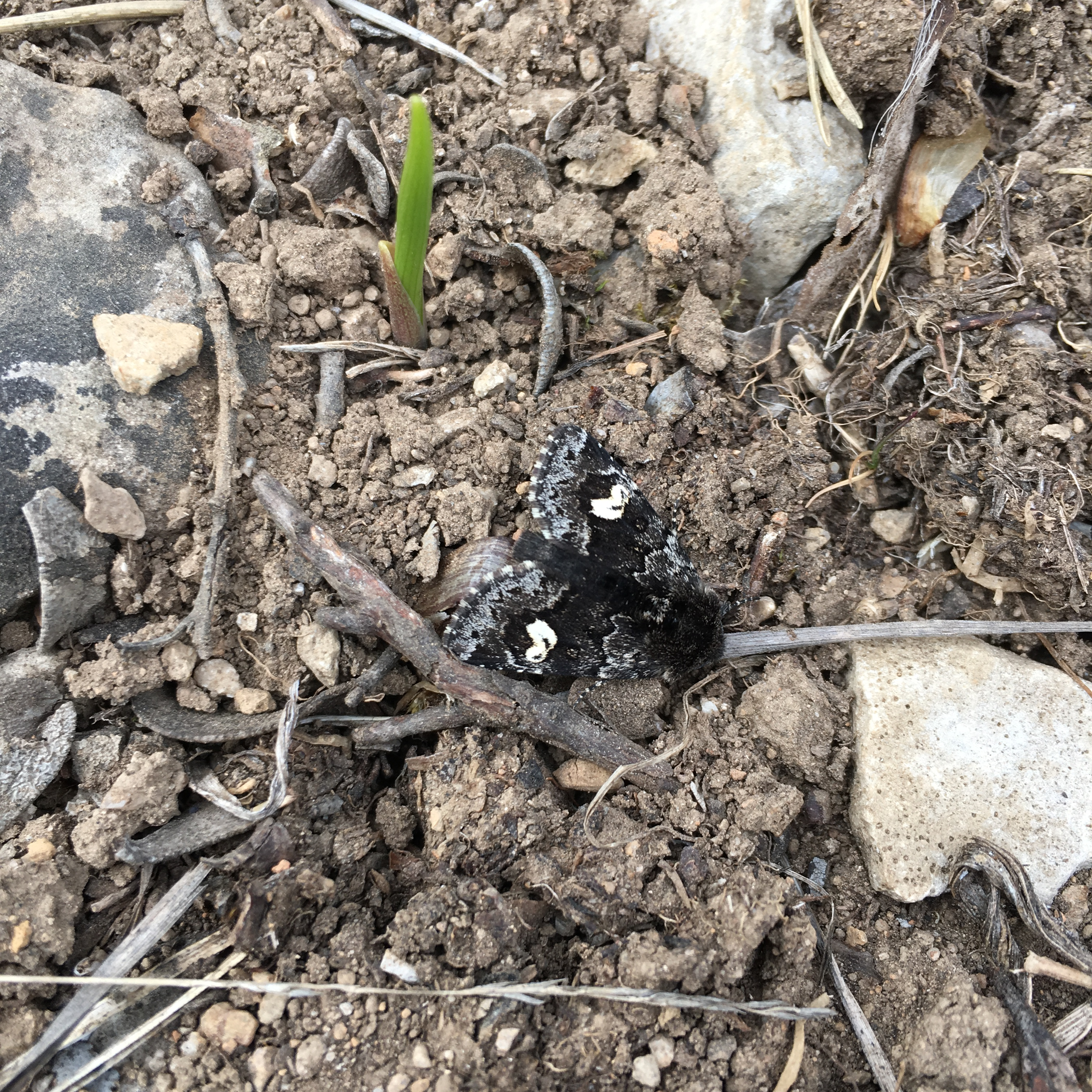
Vitfläckat hedfly (Torsburgen, Gotland, 2020)
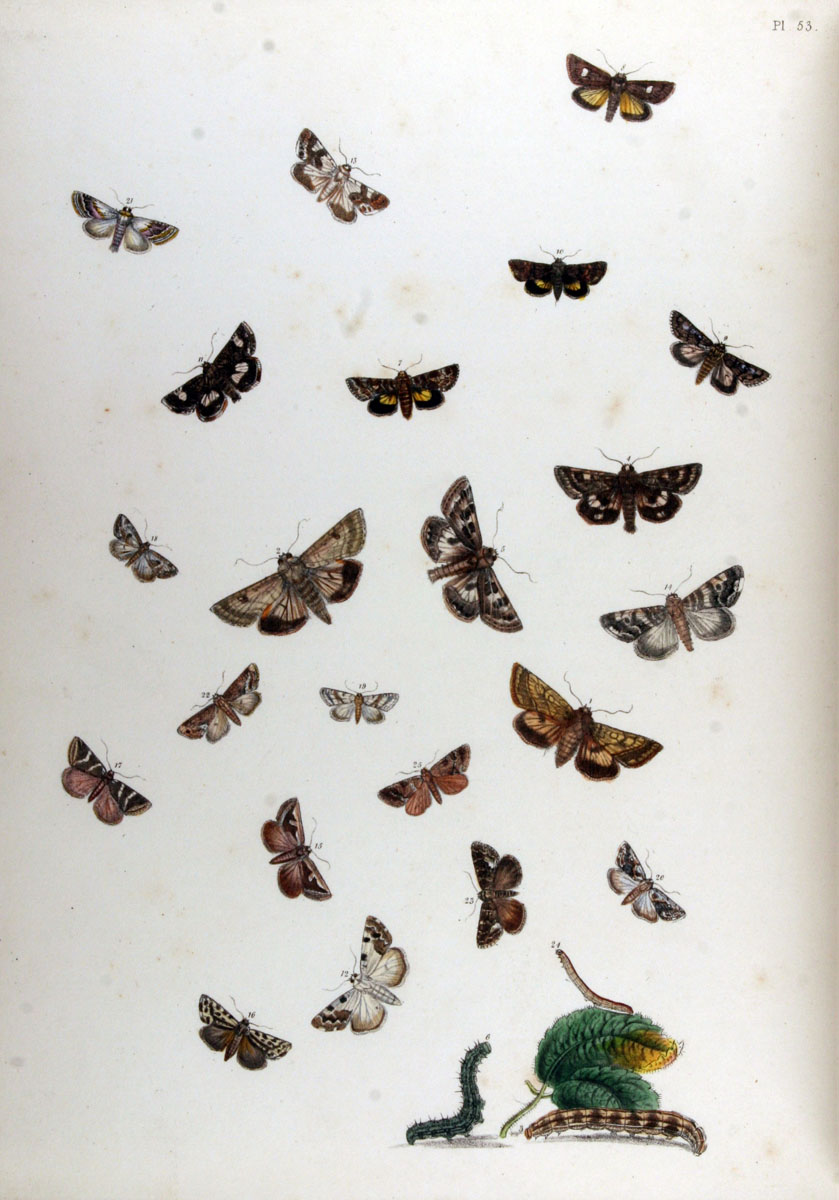
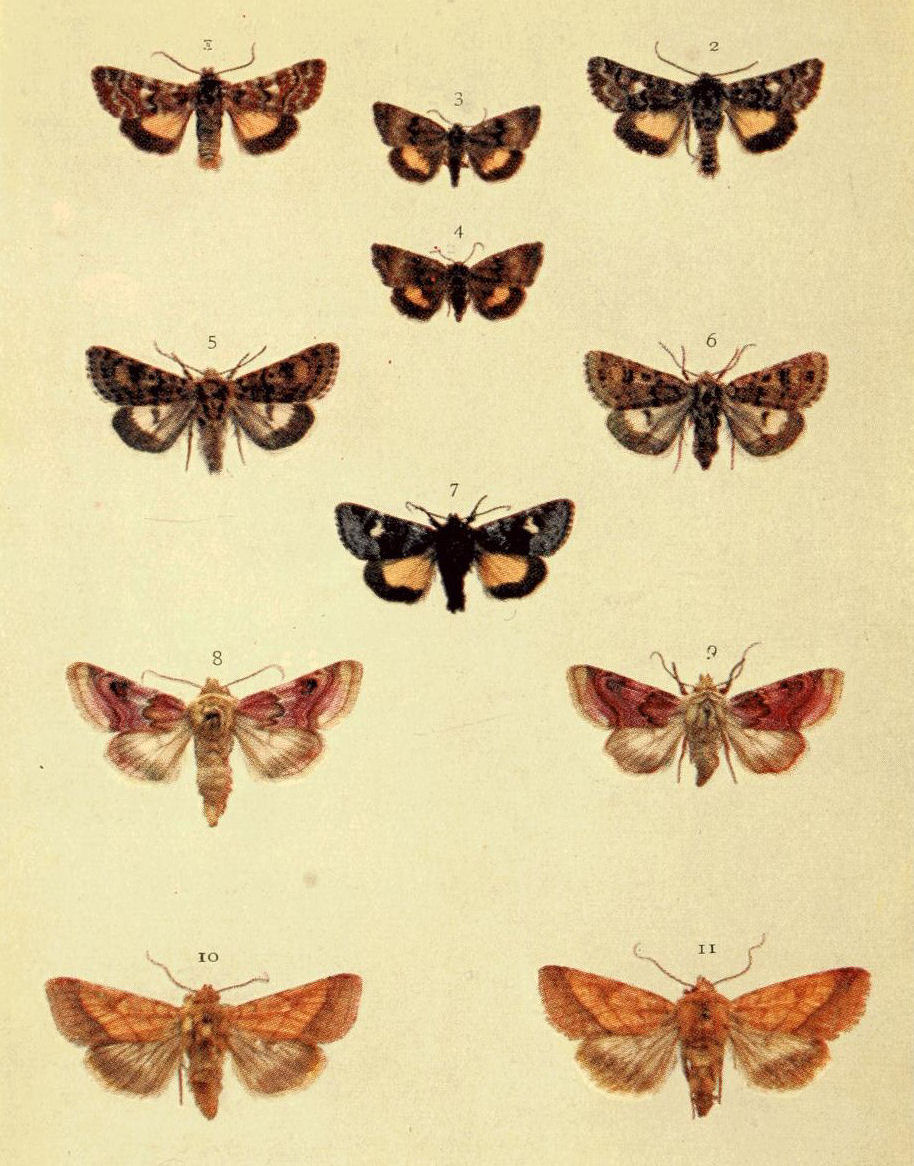